# 片岡弥吉
片岡 弥吉（かたおか やきち、1908年1月12日 - 1980年2月21日）は、日本の日本史学者。
長崎県生まれ。日本大学卒業。カソリック教徒として長崎でのキリスト布教史、キリシタン研究で知られる。1964年『浦上四番崩れ』で日本エッセイストクラブ賞受賞。1951年純心女子短期大学助教授、後に教授、副学長。
実娘のSr.片岡千鶴子、Sr.片岡瑠美子は各・長崎純心聖母会の修道女で、前者は長崎純心学園理事長ほか、後者は長崎純心大学学長ほかを務めた。他に多くの子女がいる。

## 著書
- 高山右近大夫長房伝 （カトリック中央書院 1936年）
- 信仰に輝く日本婦人達 （きりしたん文化研究所 1941年10月 / 復刻：大空社「列伝叢書」1995年）
- 少年少女のための日本キリシタン物語 （中央出版社 1948年12月）
- 聖フランシスコ・ザビエル物語 （新太陽社 1949年5月 / 復刻：長崎純心大学 1999年）
- 永井隆の生涯 （中央出版社 1952年、改訂版1985年）
- 長崎の殉教者 （角川書店（角川新書）1957年 / 改訂版：角川選書 1970年）
- 日本キリシタン物語 （中央出版社（少年少女文庫）1958年）
- 浦上四番崩れ 明治政府のキリシタン弾圧 （筑摩書房 新書判 1963年 / ちくま文庫 1996年6月）
- 長崎のキリシタン（聖母の騎士社 新書判 1964年 / 聖母文庫 1989年5月）
- 長崎のキリシタン 信者発見物語（長崎大司教区信者発見百周年行事委員会 新書判 1964年）
  - 長崎のキリシタン使徒たち（純心女子短期大学 新書判 1991年）
- 高山右近 （高山右近列福運動本部 1964年）
- 河浦町郷土史 第4輯 天草学林とアルメイダ （河浦町教育委員会 1964年、新版 1984年）- 小冊子
- かくれキリシタン 歴史と民俗 （日本放送出版協会〈NHKブックス〉 1967年）
- 踏絵 禁教の歴史 （日本放送出版協会〈NHKブックス〉 1969年）
- ある明治の福祉像 ド・ロ神父の生涯 （日本放送出版協会〈NHKブックス〉 1977年）
- 日本キリシタン殉教史 （時事通信社 1979年）
- 片岡弥吉全集（智書房 全5巻予定）
  1. 日本キリシタン殉教史 （2010年5月）
  2. 踏絵・かくれキリシタン （2014年8月）
  3. 浦上四番崩れ （2019年3月）
  4. 長崎と熊本の殉教者 （2022年1月）
- ド・ロ神父―世界遺産 出津の福祉像（全集 別冊 智書房 2019年11月）
- 長崎のキリシタン―信仰の証しと継承（全集 別冊2 智書房 2023年5月）

### 共著
- 切支丹風土記 文学編（宝文館 1960年）- 編著
- 雲仙・天草 （外山三郎と、講談社（原色写真文庫） 1968年）
- 近世の地下信仰 かくれキリシタン・かくれ題目・かくれ念仏 （圭室文雄・小栗純子と、評論社 [日本人の行動と思想] 1974年）